# 自衛のための必要最小限度の実力
自衛のための必要最小限度の実力（じえいのためのひつようさいしょうげんどのじつりょく）とは日本の自衛隊に関して用いられる政治用語。憲法改正論議（特に9条と自衛隊との整合性を巡る議論）において使われる。
政府の見解などの「国家は自衛権を当然の権利として持つから、自衛のための最小限の戦力は、日本国憲法9条2項も保持を禁じているわけではない。従って自衛隊は合憲である」という主張で、「最小限の戦力」を戦争をするための戦力と明確に区別する際に使用される。しかし、護憲派の中には、「自衛隊は違憲であるから、廃止すべきである」という意見もある。どちらの意見をとっても、自衛隊に関して現行憲法の規定は曖昧であるということを指摘している。現在の自衛隊の位置づけは自衛隊法等による。

## 外部サイト
- 防衛庁（アーカイブリンク）